# Glossosoma boltoni
Glossosoma boltoni – gatunek owada z rzędu chruścików i rodziny osteńkowatych. Gatunek wód bieżących, sporadycznie występuje w jeziorach północnej Europy. Larwy budują domek z kamyczków i ziaren piasku, domek przypominający skorupę żółwia na stałe jest przytwierdzony do podłoża.
Limneksen, w jeziorach może występować bardzo rzadko i przypadkowo (głównie jeziora górskie), na dnie kamienistym.
Gatunek bardzo rzadko spotykany w mezotroficznym jeziorze w Irlandii, na dnie kamienistym i piaszczystym. Glossosoma sp. złowiona została w jeziorze przepływowym wykorzystywanym do celów hydroelektrycznych we Włoszech.